# 朱鹀
朱鹀（学名：Urocynchramus pylzowi）为朱鹀科朱鹀属下唯一的鸟类种类，是中国的特有物种。分布于甘肃、青海、四川等地，主要生活于一般在海拔500-2500m 高处以及栖息于山谷和山溪两岸的矮柳丛和小型灌丛中。该物种的模式产地在青海东北部大道河。